# Херсонська фортеця
Херсо́нська форте́ця — фортеця у місті Херсон, збудована у 1778–1787 рр. Нині залишки валів та брами фортеці розташовані на території міського парку (парк Херсонська Фортеця).

## Історія

Зовнішній вигляд будівель Херсонської фортеці (реконструкція С. Дяченка.

Херсонська фортеця була закладена 8 вересня 1778 року за проектом головного архітектора Адміралтейств-колегії М. Ветошнікова на місці попереднього існуючого укріплення Олександр-Шанець. У процесі будівництва першочерговий проект піддався значному корегуванню та змінам інженерами І. Ганнібалом, І. Германом та К. Гаксом, і в 1784—1785 р. був остаточно перероблений новим керівником будівельних робіт М. Корсаковим.
До 1788 р. будівництво фортеці було практично завершене. На той час вона стала зразком земляного фортифікаційного будівництва. Фортеця мала видовжену зіркоподібну форму. Довкола неї було вирито рів та насипано земляний вал, на бастіонах якого було встановлено 220 гармат, а всередині був комплекс адміністративних та виробничих будівель. Визначною пам'яткою архітектури став ансамбль Палацової площі, розташованої в центрі фортеці. Над його створенням працювали відомі архітектори: І. Ситников, Микола Казаков, Клод Буржуа, Антуан Вектен, Карл Гагендорф та ін.
Палацова площа була оточена з півночі — палацом Потьомкіна, зі сходу — будівлею монетного двору, з півдня — арсеналом та з заходу — Катерининським собором.
До початку 1787 р. Херсон розділявся на 4 частини: центральну — фортецю, Військовий форштадт — на схід від фортеці, Північний форштадт — у північно-західному напрямі, та Грецьке (купецьке) місто — на захід вздовж берега до рукава р. Конки, що відділяла Карантинний острів. Херсонську фортецю утворював ряд бастіонних споруд із равелінами та цитаделлю, один бік якої виходив на берег р. Дніпро. В польовому арсеналі було до 600 гармат, значна частина яких, разом із рушницями та різноманітними боєприпасами була перевезена сюди з ліквідованої фортеці Святої Єлизавети. У кам'яних казармах, що були розраховані на 24 000 солдатів, розташовувалось 8 піхотних полків: Козловський, Рязький, Тамбовський, Муромський, Курський, Полоцький, Херсонський та Єлецький. Також на території фортеці розміщувалися інженерна рота й внутрішній гарнізонний батальйон.
На території Херсонської фортеці також розташовувались магазини провіанту, від 7 до 11 фортечних порохових льохів, комендантський двір, квартири чинів фортечного відомства, лабораторія набоїв, гауптвахта з військовими арештантами, артилерійська майстерня, соборна церква Святої Катерини з дерев'яною дзвіницею та палац князя Потьомкіна.
Між валами фортеці було розміщено декілька брам, із яких Московська (Санкт-Петербурзька) з'єднувала фортецю з військовим форштадтом, а Очаківська брама з підйомним мостом вела через рів до купецького міста.
Із багатьох будівель фортеці досі збереглися лише Катерининський собор, арсенал, пороховий льох (перероблений під сучасний ресторан), а також дві брами: Очаківська та Московська. У 1953 р. на території фортеці був закладений парк ім. Ленінського комсомолу та поступово майже всі фортечні рови було засипано.

## План фортеці1792р.

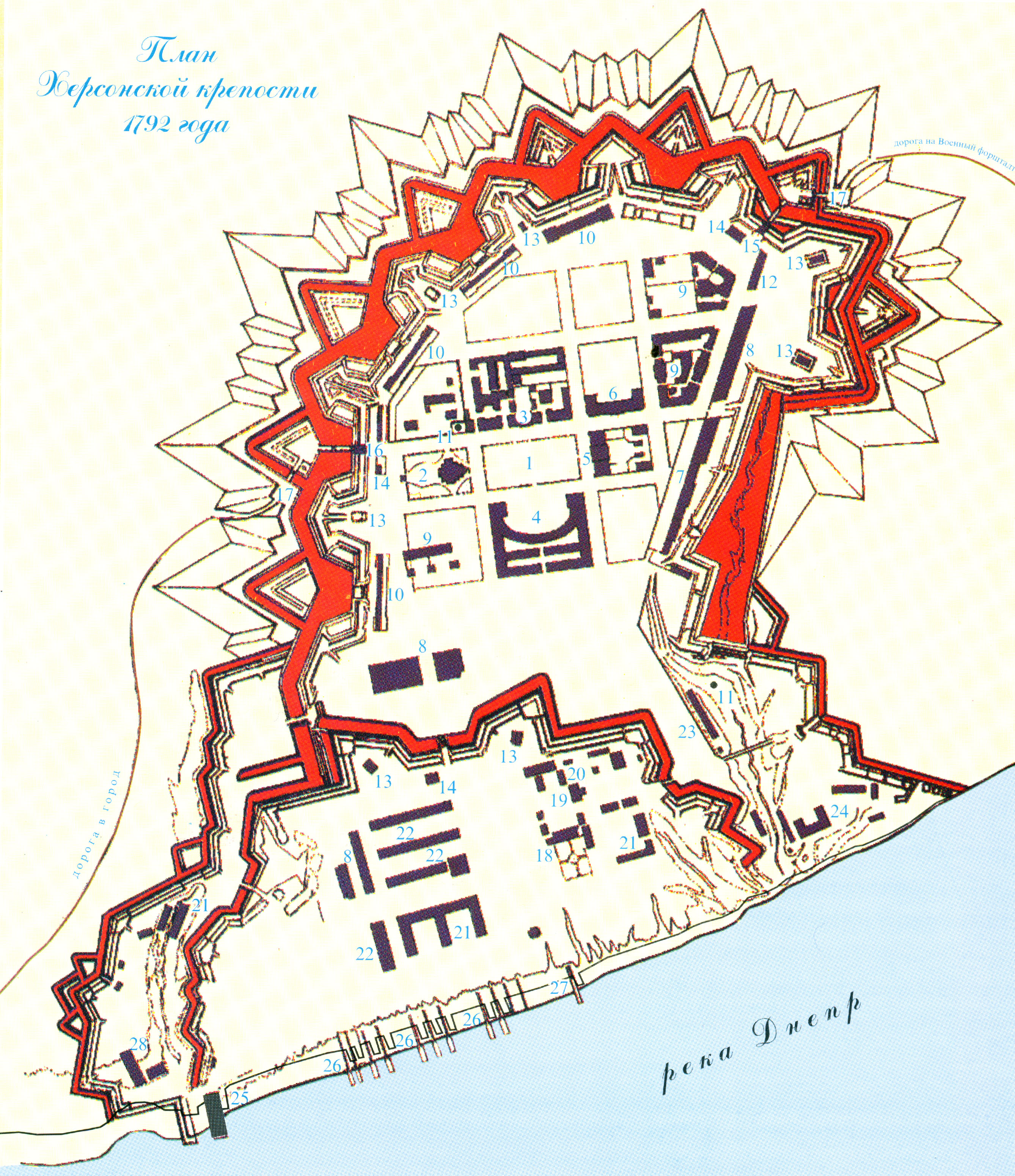
План Херсонської фортеці 1792 р.

На плані Херсонської фортеці 1792 р. цифрами позначені такі об'єкти.
1. Палацова площа

2. Катерининський собор

3. Інженерна й комендантська канцелярія (колишній палац генерал-губернатора)

4. Адміралтейський арсенал

5. Будинок генерал-губернатора (колишній монетний двір)

6. Головна польова аптека

7. Ливарний гарматний завод

8. Магазини провіанту

9. Житлові будинки для офіцерського складу

10. Солдатські казарми

11. Колодязі

12. Магазини комісаріатських речей

13. Порохові льохи

14. Кордегардії

15. Московська брама

16. Очаківська брама

17. Брама равеліну

18. Подорожній палац Катерини ІІ

19. Будинок начальника порту

20. Правління Чорноморського адміралтейства

21. Морські магазини

22. Морські покої

23. Арештантська казарма

24. Польова аптека

25. Сарай для щогл

26. Елінги

27. Пристань

28. Ковальні майстерні

## Описання

### Кам'яні брами фортеці

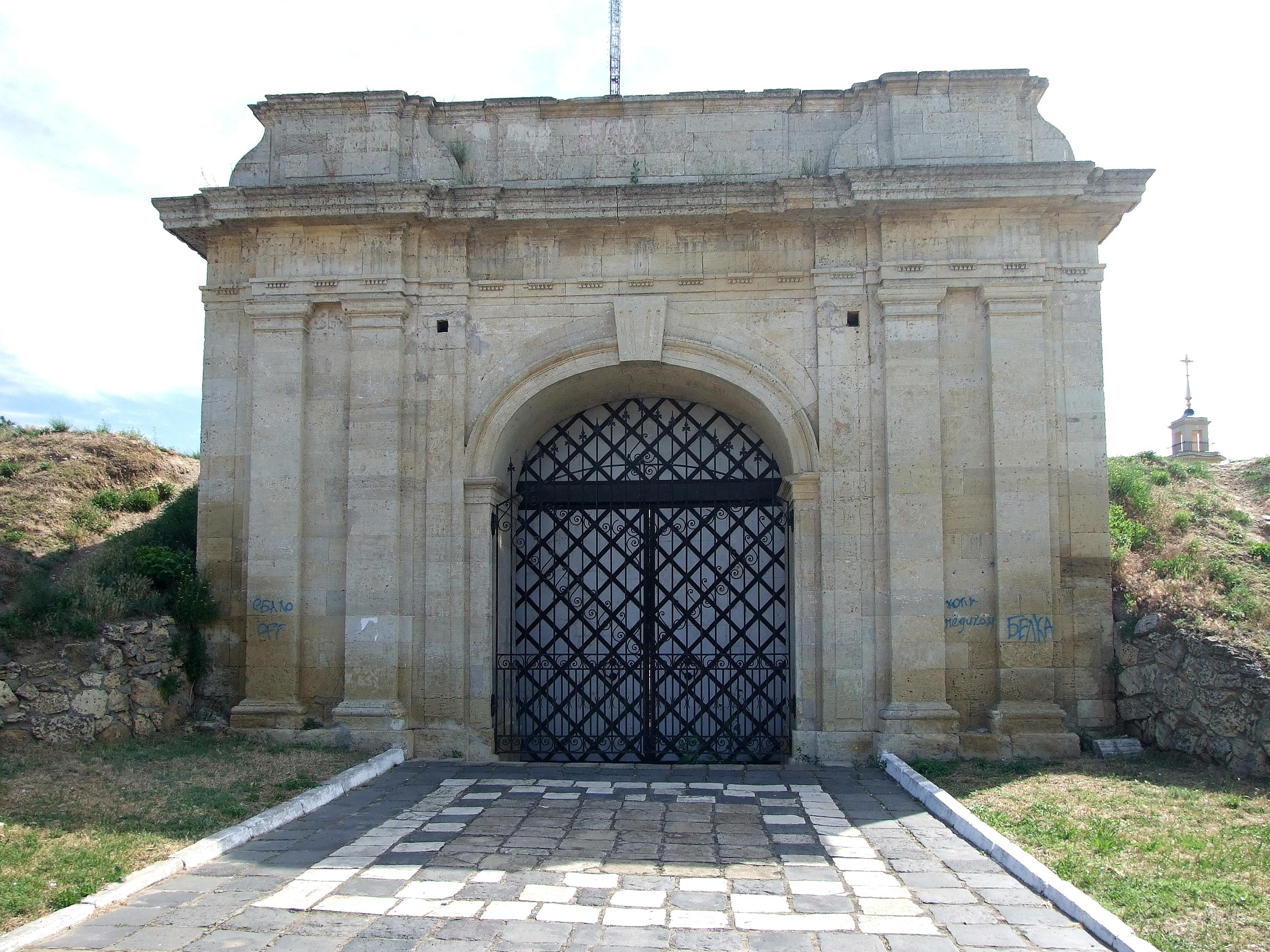
Очаківська брама

Очаківська та Московська брами Херсонської фортеці є одними з найстаріших споруд міста, що збереглися до наших днів. Брами повністю ідентичні одна одній, мають арочну конструкцію, складені з добре обробленого інгулецького вапняку, декоровані пілястрами та аттиком. Названі за напрямками шляхів, що вели з Херсонської фортеці на Очаків і на Москву чи Петербург (інші назви Московських воріт — Санкт-Петербурзькі або Північні).
Очаківська брама розташована у західній частині фортеці, навпроти Катерининського собору. З'єднувала фортецю з Грецьким форштадтом та мала підйомний міст, за яким розташовувався равелін.
Московська брама розташована в північно-східній частині фортеці (нині парку Херсонська фортеця). Мала підйомний міст через рів, з'єднувала фортецю з військовим форштадтом. Являють собою типовий зразок оборонного зодчества: прямокутна у плані споруда, перекрита коробовим склепінням, побудована з місцевого каменю. Збудовані, як вважається, за проектом московського архітектора Родіона Казакова в 1783 р. Є пам'яткою архітектури національного значення (охоронний № 719).

### Адміралтейство

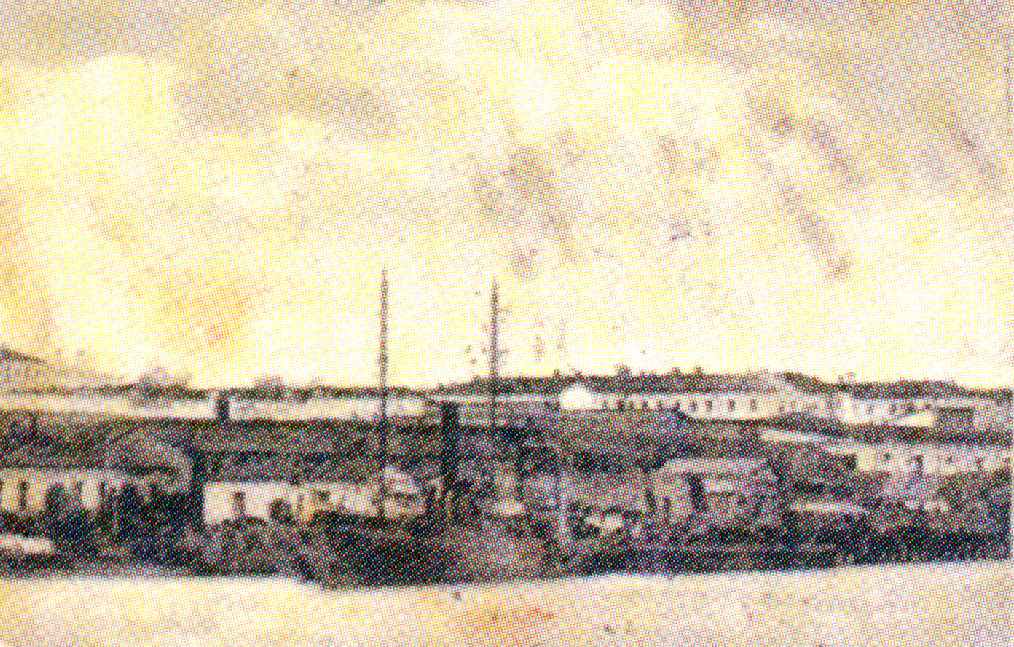
Фрагмент знімку херсонської набережної на місці колишніх елінгів (на задньому плані — дисциплінарний батальйон)

Херсонське адміралтейство було закладене 19 листопада 1778 року. Перший камінь освятив архієпископ Слов'янський і Таврійський Никифор. На території адміралтейства розташовувалася велика кількість морських магазинів, в'язниця, управління командира порту й адміралтейства, майстерні: бондарська, помпова, котельна, малярська, різна, теслярна, блокова, купорна, ливарна, ковальська тощо. Також тут був артилерійський арсенал, склади корабельного, суднового та іншого приладдя, матовий, пеньковий та конопатний магазини та палац Катерини ІІ з 4-ма флігелями. Уздовж берега Дніпра розташовувалися лісопильня на платформі з паль, адміралтейська пристань та широка дерев'яна набережна.
Вздовж річки було зведено 5 доків, будівництво яких потребувало особливої роботи та великих витрат, оскільки для цього доводилося розбивати й розчищати кам'яні береги Дніпра. Неподалік від доків будувалися на стапелях судна, менші за розміром, а також камелі. У 1787 році Чорноморський флот складався вже із 12 лінійних кораблів та 7 фрегатів. Спущені на воду кораблі й фрегати проводилися до Глибокої пристані через мілководдя дніпровських гирл на камелях. У Глибокій пристані вони оснащувалися та відправлялися в Севастополь для озброєння артилерією.
В адміралтействі працювали вільнонаймані майстрові, кріпаки, відпущені на оброк, безпаспортні селяни-втікачі, відставні солдати й каторжники. У 1785 році був виданий указ про відправку до Херсона колодочників, засуджених до заслання. Херсонське адміралтейство проіснувало 50 років: у 1827 р. почалося транспортування устаткування до Миколаєва, а в 1829 р. адміралтейство як установа було ліквідоване.

### Дисциплінарний батальйон
Дисциплінарний батальйон розташовувався на території колишнього адміралтейства між вулицями Адміралтейською (зараз — Червоностудентська) та Заводською (Порт-Елеватор), ближче до річки. У 1914 р. начальником батальйону було призначено полковника Воду М. С. На початку ХХ ст. в тогочасній Російській імперії існувало 4 дисциплінарних батальйони: у Бобруйську, Херсоні, Воронежі та Катеринограді, 2 роти в Омську та Іркутську, 1 команда в Оренбурзі. Станом на 1 січня 1899 р. в усіх дисциплінарних частинах перебувало 3316 ув'язнених.
Дисциплінарні частини являли собою місця позбавлення волі для нижчих військових чинів. Ці установи створювалися для того, аби привчити найбільш «ненадійних» солдатів до військової дисципліни. Військові нижчих чинів висилалися до дисциплінарних частин виключно за вироком військово-окружних та полкових судів, в основному за військові злочини. Ув'язнені в дисциплінарних частинах не знімалися з реєстру у своїх полках та відправлялися до дисциплінарних частин у встановленому для арештантів порядку. Умови їх перебування в таких частинах нічим не відрізнялися від звичайних солдатських умов: вони їли таку ж саму їжу, проходили стройову підготовку та носили військову форму.
Будівля, у якій розташовувався дисциплінарний батальйон, не збереглася.

### Палац генерал-губернатора

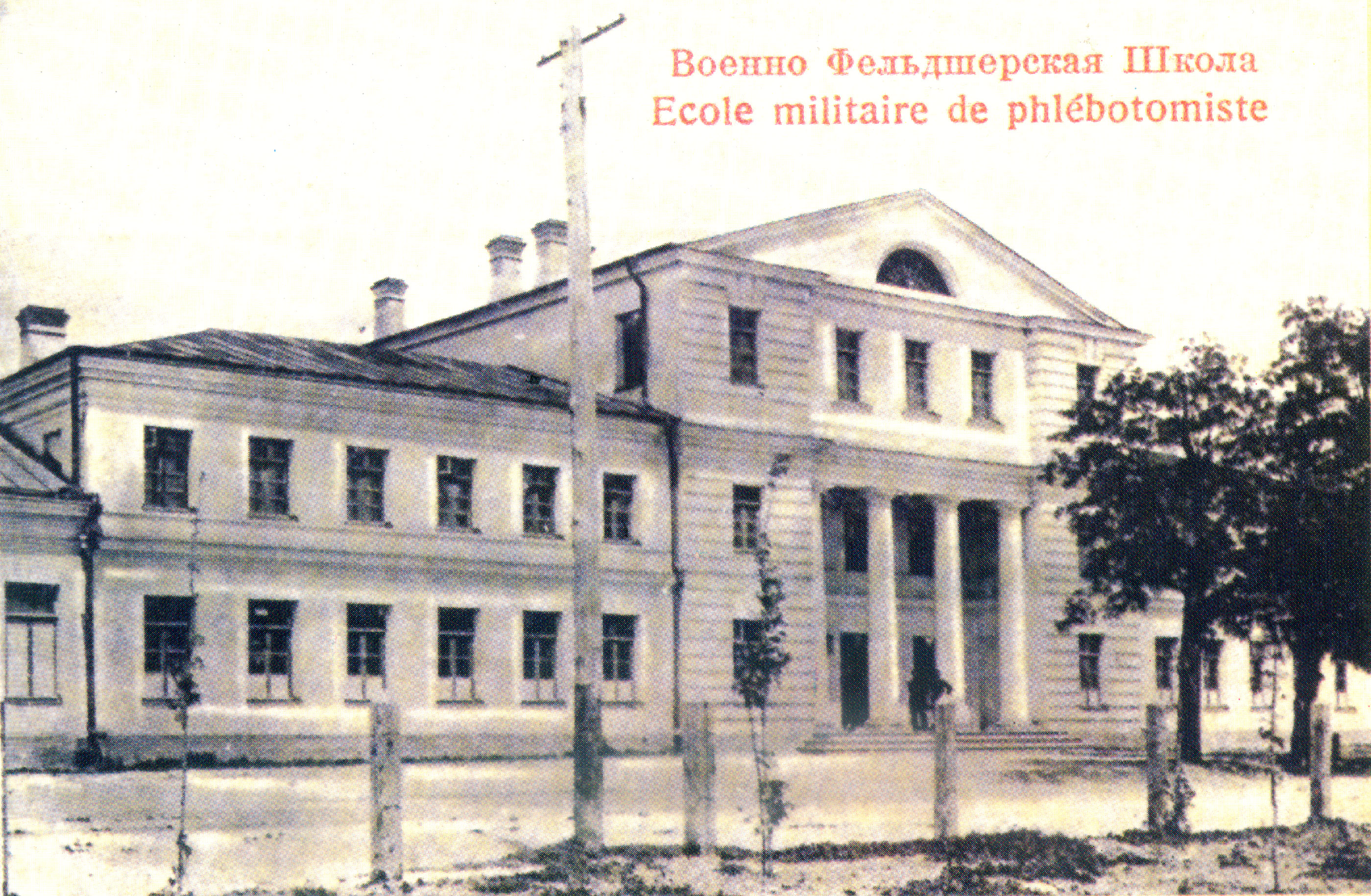
Військово-фельдшерська школа (колишній палац Генерал-губернатора), 1911 р.

Палац генерал-губернатора був збудований у 1780-ті рр. Він розташовувався в центрі великого ансамблю будівель, які разом утворювали цілий квартал. У центрі цього кварталу було закладено сад і облаштовано турецьку лазню. Із протилежного боку були конюшні. Східну частину кварталу займали кухня та господарські служби. З лівого та правого крила головного корпусу розміщувалися одноповерхові флігелі.
Після смерті Потьомкіна в 1791 р. палацовий комплекс був переоблаштований: у ньому розмістилися головна гауптвахта, комендантське управління та ордонансгауз. У XIX ст. зовнішній вигляд будівлі було змінено: арочну лоджію третього поверху замінили трьома стандартними вікнами складного профілю, змінили форму даху, а у трикутний фронтон помістили напівкругле слухове вікно. На початку ХХ ст. будівлю колишнього палацу займала військово-фельдшерська школа, а в деяких корпусах — 1-й батальйон Піхотного Модлинського полку генерал-ад'ютанта Корнілова.
Будівля розташовувалася на території сучасного парку ім. Ленінського комсомолу.

### Подорожній палац Катерини ІІ
За даними дослідників, подорожній палац Катерини ІІ був збудований на території адміралтейства спеціально до подорожі імператриці в Новоросію. Тут вона провела 5 днів із 12 по 17 травня 1787 р.
Ззовні будівля палацу виглядала простою та особливо не відрізнялася з-поміж інших. Проте зсередини була розкішно оздоблена розписом по дереву та позолотою. Палац розташовувався на схилі Дніпра перед невеликим садом. З обох боків палацу розміщувалися службові будівлі, причому зі східного боку був збудований двоповерховий «оперний дім».
Деякі дослідники стверджують, що під час свого перебування у Херсоні, Катерина ІІ посадила перед палацом абрикосове дерево, яке більш ніж століття потому залишалося місцевою пам'яткою.
1 жовтня 1834 р. в будівлі колишнього палацу було відкрито училище торговельного мореплавства. Цей навчальний заклад готував штурманів та шкіперів для приватних купецьких суден, а також інженерів торговельних суден. У 1853–1856 роках, під час Кримської війни, в цій будівлі розміщувався військовий шпиталь. У кінці 60-х років XIX ст. училище було закрито, а після капітального ремонту будівлі у жовтні 1872 р. в ній було відкрито Вчительську семінарію, яку згодом перевели з Херсона до Миколаєва. Адміністрація семінарії скаржилася на те, що будівля стара, затісна, з низькою стелею, поганою вентиляцією та без актової зали. Тому частину навчальних класів та адміністрацію було переведено на вул. Семінарську в казенну будівлю, а в колишньому палаці залишився лише третій клас із фізичним кабінетом.
Дотепер будівля не збереглася.

## Херсонська фортеця в мистецтві

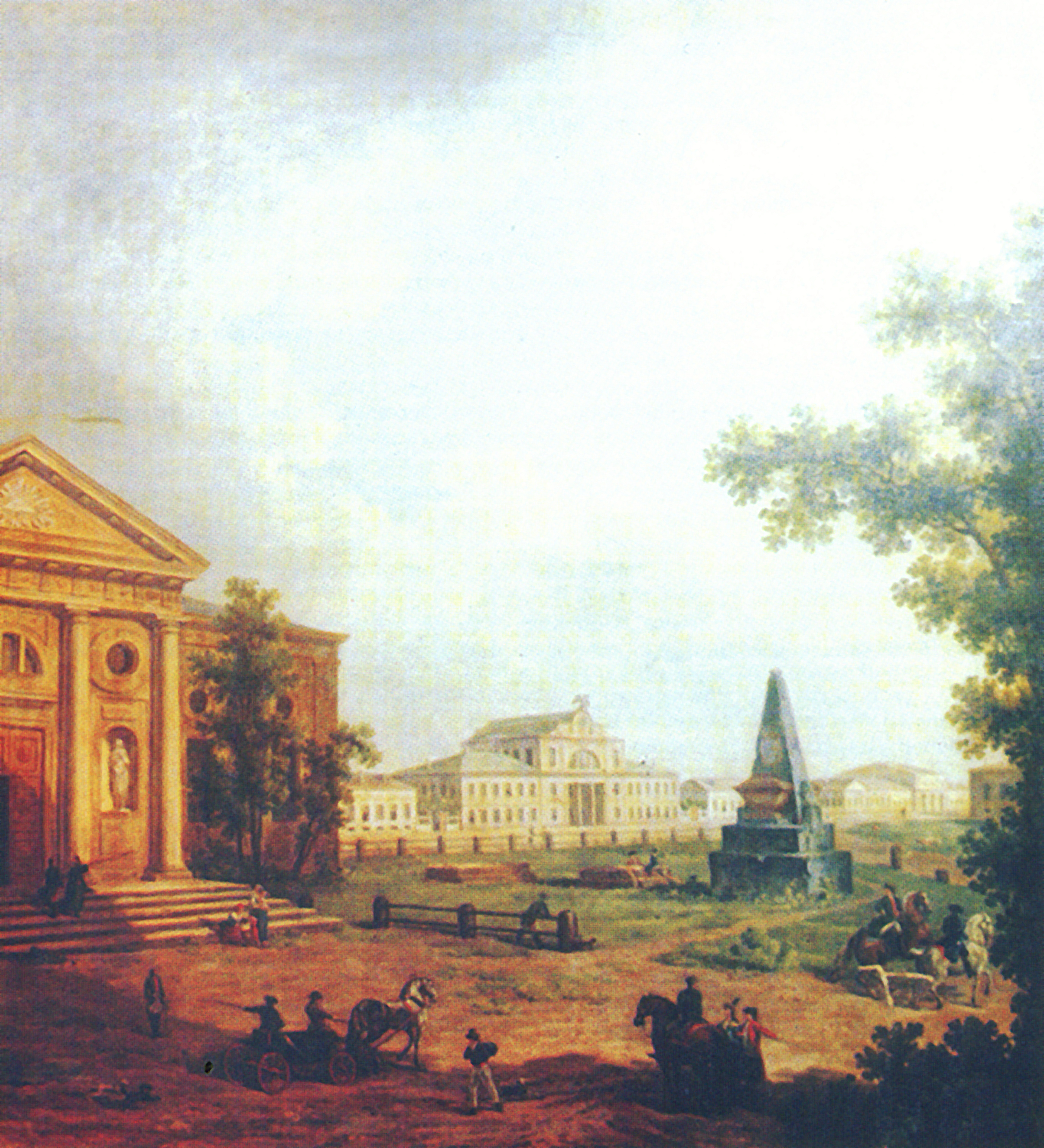
Картина Алексєєва Ф. Я. «Краєвид Херсона» (1797—1800 рр.). Полотно, олія

Картина академіка Академії мистецтв Алексєєва Ф. Я. «Краєвид Херсона» була написана з акварелі «Міський майдан в Херсоні» у 1797–1800 рр. та зберігалася в Академії мистецтв. Ліворуч на картині видно південний портал Катерининського собору, у центрі — палац генерал-губернатора Потьомкіна Г. О. У правій частині композиції пірамідальний надгробок принцу Карлу-Олександру Вюртемберзькому, лівіше — надгробна плита молдавського князя Емануїла Росетті, далі плита над могилою будівничого Херсона інженер-полковника Корсакова Миколи Івановича (1749—1788), батька винахідника «інтелектуальних машин» Корсакова С. М.
Про передачу картини «Херсонському міському музею старожитностей Херсонського краю» порушив клопотання у 1913 р. Гошкевич В. І. Клопотання підтримав міський голова Блажков М. І., а згодом, Херсонська міська дума. У 1914 р. картину було передано музею. У теперішній час картина перебуває у Херсонському краєзнавчому музеї.

## Херсонська фортеця в літературі
Російський письменник Борис Лавреньов, який народився та виріс у Херсоні, у своєму романі «Синє та Біле» згадує:
|  | Сірі (коні - прим.) проносять фаетон у замшелі ворота Катерининської фортеці. Вали її давно обрушилися, у ровах бастіонів зацвітає плющем ряски жовта вода. Приземкуватий військовий собор підтримує облупленими, точно у важких плямах опіків, пальцями колон плоску шапку купола. Проти собору - завитий плющем білий будиночок коменданта. |

## Сучасний стан
За часів радянської влади було розібрано більшу частину споруд фортеці. До наших днів збереглася лише невелика частина фортеці: кількасот метрів фортечних валів, Очаківська та Московська (Північна) брами, будівля Адміралтейського арсеналу, пороховий льох та комплекс Катерининського собору.
Більшу частину колишньої фортеці займають Комсомольський парк, стадіон «Кристал» (для будівництва якого були частково використані залишки земляних валів фортеці), порт-елеватор та Кіноконцертний зал «Ювілейний».

## Цікаві факти
- На території колишньої Херсонської фортеці було знайдене скіфське поховання IV—III ст. до н. е.
- У 2008 році, на честь 230-річчя з дня заснування Херсона, представниками 25 громадських організацій міста було започатковано ідею щодо створення ландшафтної моделі Херсонської фортеці в масштабі 1:100. Передбачалося, що цей проект стане родзинкою як для гостей міста, так і для його жителів. Місцем для розташування макета Херсонської фортеці вибрано територію ботанічного саду Херсонського державного університету. 26 квітня 2008 року за участю  представників громадськості й засобів масової інформації було закладено ландшафтну модель фортеці та розпочато реалізацію цього проекту.
- У колишньому фортечному пороховому льоху, що зберігся до наших днів, віднедавна розташовано ресторанний комплекс «Олександр-Шанц».